# オリンポス16闘神
オリンポス十六闘神（オリンポスじゅうろくとうしん）は、全員参加によるユニゾンコーラスを核とした漢ミクスチャー・メタルバンド。オリンポス16闘神と表記する場合もある。自主レーベル「笹寿司レコード」所属。
法人アライアンスを得意とし、株式法人組織を視野に入れた任意団体として活動を行っている。2019年4月1日から、世界初となるバンドネーミングライツを施行し、古河機械金属に命名権を譲渡。同日より2か月間「古河気合筋肉16闘神」として活動。

## 概要・来歴
- 2002年に結成、東京都を中心に活動。主に男性観を中心とした主張を行い、ファン層も男性が多い[4]。音楽にこだわらないことにこだわるという癖のあるテーゼを得意とし、ひねくれ者達から高い支持を得ている[5]。
- 従来のバンド形態とは異なり、十数名のメンバーからライブ毎にスターティングメンバーを選出する「2軍制度」を考案採用。20代前半から30代後半が所属。スターティングメンバー決定権は主に創設メンバーの決裁。
- ライブより打ち上げのほうが動員数が多い[6]。
- さくら水産の公認曲「マグロのアラ煮は80円」は、メンバーが通い詰めていたことから勝手に曲を作り、それがさくら水産を運営する株式会社テラケンの寺田謙二会長の耳に届き、公認となった[7]。
- ライブMCに演説を取り入れる。

- 音源帯コメントが著名人物名で記載されるが（1st:角川春樹・2nd:小沢一郎）実在する著名人物と同姓同名のメンバー友人の寄稿。
- 元格闘家朝日昇選手と交友が深く、同氏がTシャツデザインを寄贈[8]。
- iTunes世界ランキングで最高6位を記録[9]。
- ほら貝、和太鼓、演説、タンゴダンサー、プロレスラーというパートが存在する[9]。
- 2009年頃より、活動を音楽に限らず、バンド名義でBBQや、宴会を度々開催[9]。
- スタッフに食品衛生管理者資格を取得させ、安心安全を信条としたBBQを展開[9]。
- 2011年から、任意団体として音楽以外の活動を重視すると発表。最終的に株式法人を目指すと公言[10]。
- 世界初の居酒屋専門BtoBtoB戦略を採用したインディーズバンドを公言[9][11]。
- TSUTAYAを運営するカルチュアコンビニエンスクラブ（CCC）グループ子会社から、インディーズバンドでは異例の公式グッズ運営事例掲載[12]。
- 2014年からバンドをクラウド化する「世界初、夏フェス主催者向けサービス」を開始[13]。

### 来歴
- 2014年
  - 4月 - インディーズバンドとして史上初の日経MJ（日本経済新聞社）裏1面掲載[14]。
  - 6月 - CDデビュー前の聖飢魔IIドラマーだった「ジャギ古川」が加入。
  - 7月 - プロレス興行団体覆面マニアで活動中のプロレスラー、闘神アルゴスが加入。
  - 12月 - 『ファイナルファンタジーXII』や『グラディウスV』の音楽を手掛けた崎元仁が、リアルタイムストラテジー「リトルノア」楽曲にて、オリンポス16闘神のホラ貝を起用[15]。
- 2015年3月 - 現絵描きにして第3代修斗ライト級王者の元プロ総合格闘技選手、朝日昇が加入[16]。
- 2016年
  - 3月 - ギターの長山衛が、SIT社およびLiveLine社とエンドース契約を締結[17]。
  - 7月 - アクション映画「VEGETABLE」[18]に長山衛がラスボス役、朝日昇がラスボス側近役、廣瀬陽太がレフリー役として出演
  - 10月 - AbemaTV「Abema Wave サタデーナイト」[19]にて、提供楽曲「小松菜伐採」の作曲経緯や方針が取り上げられた（2016年10月8日放映）
  - 10月 - TBS「新・情報7daysニュースキャスター」[20]にて、楽曲「小松菜伐採」の作曲経緯や方針が取り上げられた（2016年10月15日放映）
  - 11月 - フジテレビ「直撃LIVEグッディ!」[21]にて、楽曲「小松菜伐採」の作曲経緯や方針が取り上げられた（2016年11月4日放映）
  - 11月 - J-WAVE「ふかわりょうとニッポンの社長」[22]に生出演。提供楽曲「小松菜伐採」の作曲経緯や方針が取り上げられた（2016年11月5日放映）
- 2017年
  - 2月 - 東洋経済オンライン「社歌ブーム再燃 現代の事情」[23]に掲載。楽曲「小松菜伐採」の作曲経緯や方針が取り上げられた（2017年2月5日掲載）
  - 2月 - エキサイトニュース「EC企業のメタル社歌」に掲載[24]。楽曲「ECメタル」の作曲経緯や方針が取り上げられた（2017年2月5日掲載）
  - 2月 - フジテレビ「とくダネ」に出演[25]。楽曲「小松菜伐採」の作曲経緯や方針が取り上げられた（2017年2月7日放映）
  - 3月 - 日本テレビ「ニュースエブリィ」に出演[26]。提供楽曲「小松菜伐採」の作曲経緯や方針が取り上げられた（2017年3月1日放映）
  - 3月 - 言論プラットフォーム「アゴラ」にて紹介[27]。提供楽曲「小松菜伐採」の作曲経緯が取り上げられた（2017年3月3日配信）
  - 3月 - テレビ東京「ほぼほぼ」に出演[28]。提供楽曲「小松菜伐採」の作曲経緯が取り上げられた（2017年3月22日放映）
  - 4月 - NHK「天才てれびくん」に出演[29]。提供楽曲「小松菜伐採」を巡り子供相手に本気出して対決。（2017年4月19日放映）
  - 7月 - 日本テレビ「スクール革命」に出演[30]。提供楽曲「小松菜伐採」の作曲経緯が取り上げられた（2017年7月2日放映）
  - 7月 - メタル限定の社歌制作を開始[31]。
  - 10月 - NHK「おはよう日本」に出演[32]。提供楽曲「小松菜伐採」の作曲経緯を紹介。（2017年10月25日放映）
  - 11月 - 中京テレビ「キャッチ!」に出演[33]。提供楽曲「小松菜伐採」と「売却不動産」の作曲経緯が取り上げられる（2017年11月23日放映）
  - 11月 - NHK名古屋「トレンド探偵」に出演[34]。提供楽曲「小松菜伐採」の作曲経緯が取り上げられる。（2017年11月25日放映）
- 2018年
  - 3月 - 日テレ「スッキリ!!」に出演。提供楽曲「小松菜伐採」の作曲経緯が取り上げられる[35]。（2018年3月1日放映）
  - 3月 - 電通PR著、翔泳社刊「PR思考」に変な社歌を作るバンドとして提供楽曲「小松菜伐採」の作曲経緯が取り上げられる[36]。（2018年3月8日発刊）
  - 4月 - 日本経済新聞社「日経MJ」に2回目の掲載[37]。提供楽曲「小松菜伐採」の作曲経緯が取り上げられる。（2018年4月6日発刊）
  - 4月 - 経営者向け雑誌「ニューリーダー」に掲載[38]。オリンポスの活動が取り上げられる。（2018年4月27日発刊）
  - 5月 - 茅ヶ崎活性を目的とした楽曲「HAMAORI」をリリース[39]。（2018年5月13日リリース）
  - 5月 - 人材紹介会社に「殻を破る歌」をリリース[40]。（2018年5月18日リリース）
  - 6月 - 日本農業新聞[41]の1面に掲載。提供楽曲「小松菜伐採」の作曲経緯が取り上げられる。（2018年6月28日発刊）
  - 8月 - セクシー女優、佐倉絆のデビュー4周年ソングを提供[42]。（2018年8月8日）
  - 10月 - ANA全線の機内放映に出演。ヒロセの勤務先が自社PRとして情熱大陸的に彼を密着取材した映像に出演（2018年9月1日放映開始）[43]
  - 10月 - オルターブース株式会社にサービステーマソングを提供[44]。（2018年10月18日）
  - 10月 - 顧問弁護士、尋木浩司氏を新メンバーとして招聘[45]。（2018年10月31日）
- 2019年
  - 2月 - にっぽんのマーケターにて取材記事連載[46]。（2019年2月6日開始）
  - 3月 - 変なバンドとして取り上げられた電通PR著「PR思考」が、繁体字版に翻訳されて台湾・香港・マカオにて発売された[36][47]。（2019年3月5日発刊）
  - 3月 - 名古屋テレビ「メ～テレ」で楽曲放映[48]。提供楽曲「売却不動産」が取り上げられる（2019年3月13日放映）
  - 3月 - 古河機械金属株式会社に応援歌提供[49]（2019年3月20日）
  - 4月 - 世界初となるバンドネーミングライツを施行。古河機械金属に命名権を譲渡。同日より2か月間「古河気合筋肉16闘神」として活動する。[50]（2019年4月1日）
  - 7月 - 3rdアルバム「闘神道」発売[51]（2019年7月2日）
  - 7月 - 新メンバーに広告代理店取締役、高沢祐次を招聘[52]。（2019年7月5日）
- 2020年
  - 6月 - ビジネス誌「@DIME」に楽曲掲載[53]。（2020年6月16日）
  - 7月 - 「アドタイ by 宣伝会議」に、古河機械金属に提供した楽曲経緯が掲載される[54]。（2020年7月30日）
  - 8月 - BSテレ東「シャカリズム」で、小松菜伐採他、メタル社歌の制作経緯が放映される[55]。（2020年8月10日）
- 2021年
  - 7月 - テレ朝「スーパーJチャンネル」で、小松菜伐採他、メタル社歌の制作経緯が放映される[56]。（2021年7月13日）
  - 7月 - ニュースサイト「しらべぇ」に、小松菜伐採他、メタル社歌の制作経緯が放映される[57]。（2021年7月15日）
- 2022年
  - 2月 - 東京FM「ニュースサピエンス」にて、メタルが及ぼす雇用創出と経済効果を解説[58]。（2022年2月15日）
  - 3月 - NHK「NHKだめ自慢」にて、メタルとベジタブルの関係性について出演[59]（2022年3月28日）
  - 4月 - 財務投資金融担当兼、永田町担当として鈴木丈章氏を招聘[60]（2022年4月25日）
  - 4月 - NFT展開開始[61]（2022年4月28日）
  - 10月 - TBSドラマ「差出人は誰ですか?」で楽曲「小松菜伐採」が放映[62]（2022年10月27日）
- 2023年
  - 2月 - 日経社歌コンテストで楽曲「小松菜伐採」が受賞[63]（2023年2月4日）
  - 3月 - フジテレビ「千葉の贈り物～まごころ配達人～」で楽曲「小松菜伐採」が放映[64]（2023年3月26日）
  - 8月 - ビジネスメディア「@DIME」で楽曲「小松菜伐採」のインタビューが掲載[65]（2023年8月18日）
  - 10月 - テレビ朝日「激レアさんを連れてきた」に出演[66]（2023年10月30日）
- 2024年5月 - 日本テレビ「月曜から夜ふかし」に出演[67]（2024年5月20日）

## 楽曲提供
- 海産居酒屋さくら水産に楽曲提供。（2011年2月17日）[7][5]
- 唐揚げ専門店 鳥丸[68]に楽曲提供。（2013年12月11日）[69][70]
- 大衆鳥酒場 鳥椿に楽曲提供。（2013年7月31日）[9]
- パチンコ＆スロット「代々木アクアス」に公式テーマソングを提供。（2014年6月23日）[71]
- プロレスラー闘神アルゴス（鈴江憲）に公式入場曲を提供。（2014年9月14日）
- 株式会社ネットショップ総研に社歌を提供。[72]（2014年12月5日）
- 株式会社ベジフルファームに社歌を提供。[73]（2016年1月14日）
- 足利市議会議員プロレスラー末吉利啓に公式入場曲提供。[74]（2016年2月29日）
- 株式会社 伍代に社歌を提供。[75]（2017年3月28日）
- 茅ヶ崎活性団体「chigasaki0467」に「HAMAORI」を提供。[76]（2018年5月13日）
- 株式会社NEXTスタッフサービスに「殻を破る歌」を提供。[77]（2018年5月18日）
- セクシー女優、佐倉絆にデビュー4周年ソングを提供。[42]（2018年8月8日）
- ANA機内放映に出演[78]（2018年10月4日）
- オルターブース株式会社にサービステーマソングを提供。[44]（2018年10月18日）
- 古河機械金属株式会社に応援歌提供。[49]（2019年3月20日）

## 音源提供
- リアルタイムストラテジー「リトルノア」にホラ貝の音源提供。（2014年12月17日）[15]
- コール オブ デューティ ブラックオプスⅢ全国大学生対抗戦の煽りVTRにてマモルがデス声音源提供。（2016年4月18日）[79]

## カラオケ配信
- マグロのあら煮は80円（2011年5月2日）[80]
- チンチロリンハイボォォォル! ～大衆鳥酒場 鳥椿 公式テーマソング～（2014年3月22日）[81]
- 迷宮アクアス ～代々木アクアス公認テーマソング～（2015年2月21日）[82]
- ECメタル ～株式会社ネットショップ総研 社歌～（2016年2月25日）[83]

## メンバー
ダイキ（本名：伊藤大起）
ボーカル担当。公式紹介では“伊藤大起”。本職は医師。創設メンバー。
マモル（本名：長山衛）
9弦ギター・デス声担当。公式紹介では“長山衛”。ほぼ全楽曲の作詞作曲を担う。
バンド創設時にはコンバットギター社製の国内初の実戦用8弦ギタリストであるも、2014年よりIbanez社の9弦ギターを使用。
IT企業法人　農業生産法人の経営者。創設メンバー。
イマムラ（本名：今村誠）
ギター担当。公式紹介では“今村誠”。2007年より加入。半導体研究員。
ヨネムラ（本名：米村雅之）
ギター担当。公式紹介では“米村雅之”。2011年より加入。
帰国子女でビジネスレベルの英会話に長けており、本業は外資系マーケティング企業の日本支部長でもある。
マカベ（本名：馬壁真）
サイドギター・ボーカル担当。公式紹介では“馬壁真”。創設メンバー。プログラマー。
ムサシ（本名：鹿内武蔵）
ベース・ハイトーンコーラス担当。公式紹介では“鹿内武蔵”。
芸能プロダクション経営。メディア企業法人の経営者。尚、当法人にはマモルも経営に参画している。創設メンバー。ナミダロジックでも活動。
マツウラ（本名：松浦伸明）
ベース担当。2008年夏に加入。公式紹介では“松浦伸明”。
スラップを多用する楽曲は本人が担当する場合が多い。本業は漫画家。
高沢祐次（本名：高沢祐次）
ベース担当。2019年夏に加入。公式紹介では“高沢祐次”。
メタルしか聞かないベーシスト。本業は広告代理店取締役。
ユウイチロウ（本名：中村裕一郎）
ドラム担当。公式紹介では“中村裕一郎”。2007年より加入。
ヒロセ（本名：廣瀬陽太）
ほら貝・和太鼓・演説担当。公式紹介では“廣瀬陽太”。スタッフからメンバーに昇格。
ツトム（本名：小林努）
ドラム担当。公式紹介では“小林努”。2003年に加入。
シャン（本名：篠崎俊一）
ドラム担当。公式紹介では“篠崎俊一”。2007年に加入。
メロコアバンド「ナトリウムアタック」の元ドラマーでもある。
ジャギ古川（本名：古川徹）
ドラム担当。公式紹介では“古川徹”。2014年に加入。
CDデビュー前の聖飢魔IIドラマーでもある。本業は保険コンサルタントで「保険マンモス」代表取締役社長。
尋木浩司（本名：尋木浩司）
顧問弁護士兼ドラム担当。公式紹介では“尋木浩司”。2018年に加入。
「ことぶき法律事務所」代表弁護士。J-ROCKバンドGUNSHYの元ドラマーでもある。
テツヤ（本名：野上哲也）
アルゼンチンタンゴダンサー担当。公式紹介では“野上哲也”。2013年に再加入。
2002年初代ドラマーであり2003年に脱退。ダンサーとして再加入するもライブで登場したことは無い。
闘神アルゴス（本名：鈴江憲）
プロレスラー担当。公式紹介では“闘神アルゴス”（プロレスラーとしてのリングネームと同一）。2014年に加入。
プロレス興行覆面マニアにて活動中の現役レスラー。当バンド加入を機にリングネームを「闘神アルゴス」と改名。
ライブでは客席に向かいフライングボディアタックを担当。
試合での公式入場曲は当バンド楽曲「ストロングスタイル」マスクデザインはベースのマツウラが担当。
朝日昇（奇人）
暴徒鎮圧担当。公式紹介では“朝日昇”。2015年に加入。
東京イエローマンズ代表。第3代修斗ライト級王者。ホイラー・グレイシーに敗れるまで6年間無敗。
高校鉄拳伝タフの朝昇のモデルであり関節技の鬼。指で相手の肋骨をへし折る「毒蛭」を使う。
現在はアートチーム「A-pop」代表として日本、オランダ、ドイツ、グアム、ハワイ、アメリカ本土で活動。

## 任意団体としての人事
代表理事
長山衛
理事
鹿内武蔵
伊藤大起
馬壁真
中村裕一郎
監事
廣瀬陽太
評議員
今村誠
松浦伸明
米村雅之
小林努
篠崎俊一

## 詳細

### 運営体制
各パート部門に複数名のメンバーを擁し、一例としてギターが4名、ドラマーが4名、ベースが2名所属し、それぞれ部門責任者が存在する。
ライブ毎に部門責任者が出場選手を1名選出し、スターティングメンバーを確定する「2軍制度」を2007年から考案採用。指揮系統は極めて企業組織体制に酷似し、企業における経営層の役割は創設メンバーが執り行う。
当初「2軍制度」の考案はメンバーにおける人生の節目で生活環境変化があっても、補強人材を安定的に確保する事でバンド運営を滞らせない目的であったが、制度の乱用に伴い数年出場しないメンバーも少なくない。一方、ほら貝といったもともとプレイヤー人口の少ないパートは部門人材が枯渇し該当メンバーはほぼフル出場となる。音源製作時の部門内選出は部門責任者の判断に加えて、作曲者が担当選出することが多い。
本業での企業内決裁権を持つものが創設メンバーに多く、主に彼らによって法人アライアンスが行われ2011年以降は一般個人を対象とした音楽活動だけではなく、法人をターゲットに包括。加えてその法人経由で一般個人に向ける『BtoBtoC戦略を採用した世界初のインディーズバンド』を公言。当初は所属レーベルが無く、法人契約時に支障があったため、任意団体の側面を強調する事でアライアンス拡大戦略を行った。

### 楽曲
メタルミクスチャーを基盤としてリフレインが少ない楽曲構成が多い。トリッキーな展開を好み、コンセプトに男性の根源的なマインドをテーマにすることが多い。居酒屋をはじめとした飲食店テーマソングを手掛けているが、デス声を多用した楽曲ゆえに提供店舗で流れることは稀である。極めて特異な運営体制ゆえ、作曲者が楽曲創作時に演奏仕様書を作成。本人達曰く「チェーン店のレシピ」と呼び、仕様に基づき部門内で誰が演奏しても均一なプレイができる演奏仕様書が存在する。
また2010年以降はMCにアナクロニズムな演説を多用し、2ndアルバムにはボーナストラックで演説が一部収録されている。
オリジナルの他にカバー曲を採用することも多く、国内外のポップスをメタルアレンジすることが多い。

## 作品

### 1stアルバム
- オリンポス16闘神（2006年7月26日）- 
  1. 柵越
  2. You must fight and fight
  3. リバウンド王
  4. 鉄拳制裁
  5. 根こそぎ
  6. Top of the World
  7. 肘爆弾

※7曲目はプロレスラー、末吉利啓の公式入場曲も収録。

### 2ndアルバム
- 闘神国家（2010年6月1日）- 
  1. 闘神鼓舞
  2. 突撃マンホール
  3. 愚鈍な僕らを殴って修正
  4. ストロングスタイル
  5. マグロのあら煮は80円
  6. あの素晴らしい愛をもう一度
  7. 根絶やし
  8. 俺のカレー
  9. 片眉
  10. 闘神国歌
  11. ステージ

※他、ボーナストラック7曲

### 3rdアルバム先行シングル
- 汗と泪と男とサウナ / おれがガツンと言ってやる（2013年3月14日）
  1. 汗と泪と男とサウナ
  2. おれがガツンと言ってやる

- エリートクズ / チンチロリンハイボォォォル！（2013年7月31日）
  1. エリートクズ
  2. チンチロリンハイボォォォル！(大衆鳥酒場 鳥椿 公式ソング)

- から揚げセラピー / 岡惚れ治外法権（2013年12月11日）
  1. から揚げセラピー(唐揚げの鳥丸 公式テーマソング)
  2. 岡惚れ治外法権

- 迷宮アクアス（2014年7月9日）
  1. 迷宮アクアス　～パチンコ＆スロット 代々木アクアス公認テーマソング～

- ストロングスタイル（2014年9月17日）
  1. ストロングスタイル ～プロレスラー闘神アルゴス（鈴江憲）公式入場曲～

### 3rdアルバム
- 闘神道（2019年7月2日）- 
  1. 闘神演舞
  2. 闘神道
  3. 汗と泪と男とサウナ
  4. おれがガツンと言ってやる
  5. 岡惚れ治外法権
  6. エリートクズ
  7. から揚げセラピー
  8. デブとかババアのいない店
  9. 小松菜伐採 ~株式会社ベジフルファーム社歌~
  10. 売却不動産 ~株式会社伍代社歌~
  11. チンチロリンハイボォォォル! ~大衆鳥酒場鳥椿 公式テーマソング~
  12. 迷宮アクアス ~代々木アクアス公認テーマソング~
  13. HAMAORI ~茅ヶ崎活性メタル~
  14. 殻を破る歌 ~NEXTスタッフサービス社歌~
  15. DeathWaterfall ~オルタナティブアーキテクチャー道場テーマソング~
  16. Power&Passion ~古河機械金属応援歌~by古河気合筋肉16闘神
  17. おれがガツンと言ってやる ~プロローグ演説MIX~
  18. デブとかババアのいない店 ~プロローグ演説MIX~
  19. 闘神道 ~プロローグ演説MIX~

### ソロアルバム
- 長山衛ソロ「西川口」（2007年10月14日発売）- 
  1. 吉原
  2. 五反田
  3. 歌舞伎町
  4. 栄町
  5. 中洲
  6. すすきの
  7. 金津園
  8. 土浦 Battle Force Core
  9. 伊勢崎
  10. 西川口～君が代

## 出演
- ギター・マガジン 2008年8月号 取材記事掲載（2008年8月1日）
- FMやまと「8時だよ！ゆりかごマジック」ラジオ出演（2008年8月15日）
- 映画「デトロイトメタルシティ」屈強のメタルファン役として出演。（2008年8月31日）
- フジTV系列「潜入!リアルスコープ」出演（2011年2月17日）
- TOKYO FM「SUZUKI BREAK FAST NEWS」出演（2013年12月24日）
- メタル誌「ヘドバン」[89]にて『業界人66名が選ぶアイアンメイデン楽曲特集』でギターのマモルが選曲（2014年10月28日）
- レインボータウンFM「Frekul×タダオト Broadcast」[90]に出演（2016年4月14日）
- アクション映画「VEGETABLE」[18]に長山衛がラスボス役、朝日昇がラスボス側近役、廣瀬陽太がレフリー役として出演（2016年7月公開）
- AbemaTV「Abema Wave サタデーナイト」[19]に提供楽曲「小松菜伐採」の作曲経緯や方針が取り上げられた（2016年10月8日放映）
- TBS「新・情報7daysニュースキャスター」[20]に提供楽曲「小松菜伐採」の作曲経緯や方針が取り上げられた（2016年10月15日放映）
- フジテレビ「直撃LIVEグッディ！」[21]に提供楽曲「小松菜伐採」の作曲経緯や方針が取り上げられた（2016年11月4日放映）
- J-WAVE「ふかわりょうとニッポンの社長」[22]に生出演。提供楽曲「小松菜伐採」の作曲経緯や方針が取り上げられた（2016年11月4日放映）
- フジテレビ「とくダネ」[25]に出演。提供楽曲「小松菜伐採」の作曲経緯や方針が取り上げられた（2017年2月7日放映）
- 日本テレビ「ニュースエブリィ」[26]に出演。提供楽曲「小松菜伐採」の作曲経緯や方針が取り上げられた（2017年3月1日放映）
- 言論プラットフォーム「アゴラ」[27]にて紹介。提供楽曲「小松菜伐採」の作曲経緯が取り上げられた（2017年3月3日配信）
- テレビ東京「ほぼほぼ」[28]に出演。提供楽曲「小松菜伐採」の作曲経緯が取り上げられた（2017年3月22日放映）
- NHK「天才てれびくん」[29]に出演。提供楽曲「小松菜伐採」を巡り子供相手に本気出して対決。（2017年4月19日放映）
- 日本テレビ「スクール革命」[30]に出演。提供楽曲「小松菜伐採」の作曲経緯が取り上げられる（2017年7月2日放映）
- NHK「おはよう日本」[32]に出演。提供楽曲「小松菜伐採」の作曲経緯が取り上げられる。（2017年10月25日放映）
- 現代ビジネス[91]で暴徒鎮圧担当の朝日昇がコメント。
- 中京テレビ「キャッチ」[33]に出演。提供楽曲「小松菜伐採」と「売却不動産」の作曲経緯が取り上げられる（2017年11月23日放映）
- NHK名古屋「トレンド探偵」[34]に出演。提供楽曲「小松菜伐採」の作曲経緯が取り上げられる。（2017年11月25日放映）
- 日テレ「スッキリ！」[35]に出演。提供楽曲「小松菜伐採」の作曲経緯が取り上げられる。（2018年3月1日放映）
- 日本経済新聞社「日経MJ」[37]に2回目の掲載。提供楽曲「小松菜伐採」の作曲経緯が取り上げられる。（2018年4月6日発刊）
- 経営者向け雑誌「ニューリーダー」[38]に掲載。オリンポスの活動が取り上げられる。（2018年4月27日発刊）
- 日本農業新聞[41]の1面に掲載。提供楽曲「小松菜伐採」の作曲経緯が取り上げられる。（2018年6月28日発刊）
- ANA全線の機内放映[43]に出演。（2018年9月1日放映開始）
- にっぽんのマーケター[46]にて取材記事連載。（2019年2月6日開始）
- 繁体字版電通PR著「PR思考」[47]にて、変なバンドとして翻訳掲載され、台湾・香港・マカオにて発売されました。（2019年3月5日発刊）
- 名古屋テレビ「メ～テレ」[48]で楽曲放映。提供楽曲「売却不動産」が取り上げられる（2019年3月13日放映）
- BARKS[92]にて世界初ネーミングライツの取り組みが取材掲載される（2019年6月28日掲載）
- ビジネス誌「@DIME」[53]で楽曲掲載。提供楽曲「小松菜伐採」が取り上げられる（2020年6月16日掲載）
- 「アドタイ by 宣伝会議」に古河機械金属に提供した楽曲経緯が掲載される。[54]（2020年7月30日）
- BSテレ東「シャカリズム」で、小松菜伐採他、メタル社歌の制作経緯が放映される。[55]（2020年8月10日）
- テレ朝「スーパーＪチャンネル」で、小松菜伐採他、メタル社歌の制作経緯が放映される。[56]（2021年7月13日）
- ニュースサイト「しらべぇ」に、小松菜伐採他、メタル社歌の制作経緯が掲載される。[57]（2021年7月15日）
- 東京FM「ニュースサピエンス」で、メタルが及ぼす雇用創出と経済効果を解説。[58]（2022年2月15日）
- NHK「NHKだめ自慢」にて、メタルとベジタブルの関係性について出演。[59]（2022年3月28日）
- TBSドラマ「差出人は誰ですか？」で提供楽曲「小松菜伐採」が放映される[62] （2022年10月27日）
- 日経社歌コンテストで楽曲「小松菜伐採」が受賞[63]（2023年2月4日）
- フジテレビ「千葉の贈り物～まごころ配達人～」で楽曲「小松菜伐採」が放映[64]（2023年3月26日）
- ビジネスメディア「@DIME」で楽曲「小松菜伐採」のインタビューが掲載[65]（2023年8月18日）
- テレビ朝日「激レアさんを連れてきた」に出演[93]（2023年10月30日）
- 日本テレビ「月曜から夜ふかし」に出演[94]（2024年5月20日）